# Девлин, Майкл
Майкл Девлин (англ. Michael Devlin; род. 3 октября 1993, Мотеруэлл, Стратклайд) — шотландский футболист, защитник клуба «Ливингстон».

## Карьера

### В клубах
Отец футболиста был тренером местной детской команды «Джервистон Бойс Клуб» в которой играл старший брат Девлина и часто брал Майкла на тренировки и матчи, иногда выпуская его на последних минутах. Девлин — воспитанник клубов «Харт оф Мидлотиан», «Абердин», «Селтик» и «Гамильтон Академикал». 15 января 2011 года в матче против «Рейнджерс» он дебютировал шотландской Премьер-лиге в составе последнего. В том же году для получения игровой практики Майкл на правах аренды выступал за клуб Второго дивизиона Шотландии — «Стенхаусмюир». В 2012 году Девлин вернулся в «Гамильтон Академикал». 6 апреля 2013 года в поединке против «Данфермлин Атлетик» Майкл забил свой первый гол за команду. В 2014 году он помог клубу занять второе место в шотландском Чемпионшипе и выйти в элиту. В 2016 году стал капитаном своей команды.
Летом 2018 года Девлин перешёл в «Абердин». 5 августа в матче против «Рейнджерс» он дебютировал за новую команду. 31 октября в поединке против своего бывшего клуба «Гамильтон Академикал» Майкл забил свой первый гол за Абердин. В 2020 году футболист получил условную дисквалификацию на три матча чемпионата, нарушив правила карантина во время пандемии COVID-19 посетив с другими игроками бар. Период игры в «Абердине» для футболиста был омрачнен рядом тяжёлых травм из-за которых он пропустил большую часть матчей.
Летом 2022 года подписал краткосрочный контракт с клубом «Флитвуд Таун», который возглавил его бывший партнёр по «Абердину» Скотт Браун. Сыграв за английский клуб всего четыре матча в различных турнирах защитник покинул команду зимой по окончании его контракта. После этого Майкл вернулся в Шотландию и подписал краткосрочный контракт с «Хибернианом», сумев впечатлить тренерский штаб клуба после нескольких тренировок. Тем не менее за свою новую команду он сыграл всего один матч из тех семи, на которые попал в заявку, и по истечении контракта покинул клуб.
30 мая 2023 года о подписании контракта с футболистом объявил «Ливингстон».

### В сборной
С 2018 года вызывается в сборную Шотландию, в 2019 году провёл три матча в рамках отборочного турнира к Евро 2020.